# Bertil Ohlson
Bertil Ohlson (Suecia, 22 de enero de 1899-6 de septiembre de 1970) fue un atleta sueco, especialista en la prueba de decatlón en la que llegó a ser medallista de bronce olímpico en 1920.

## Carrera deportiva
En los JJ. OO. de Amberes 1920 ganó la medalla de bronce en la competición de decatlón, consiguiendo 6580 puntos, tras el noruego Helge Løvland (oro con 6803 puntos) y el estadounidense Brutus Hamilton (plata con 6771 puntos).